# Вільям Паррі
Сер Вільям Едвард Паррі (англ. William Edward Parry, *19 грудня 1790 р. — †8 чи 9 липня 1855 р.) — британський мореплавець і дослідник Арктики, керівник однієї з найраніших спроб досягти Північного полюса. У 1827 р. він установив рекорд широти північних досліджень — 82°45′, який протримався сорок дев'ять років.
Паррі народився і здобув перші ступені освіти в м. Бат (Англія). Морську кар'єру почав у тринадцять років, у 1806 р. став корабельним гардемарином, а в 1810 здобув чин лейтенанта на фрегаті Alexander, який охороняв китобійний промисел на Шпіцбергені. До цього періоду належать перші астрономічні спостереження Паррі в полярних умовах. На основі цих спостережень він у 1816 р. видав книжку під назвою Nautical Astronomy by Night. Згодом Паррі на кораблі Hogue брав участь в англо-американському конфлікті 1812—1815 рр.

## Дослідження Північно-Західного проходу
Після повернення до Англії в 1817 р. Паррі вирушає в експедицію з метою відкриття Північно-Західного проходу під керівництвом Джона Росса. Успіхи команди були дуже скромними. Уже в 1819 р. Паррі очолює нову експедицію з тією ж метою. На кораблях Hecla та Griper він зумів дістатись 112° 51' зх. д., встановивши новий рекорд, і дослідити близько 1000 км арктичного узбережжя. Серед членів екіпажу був зокрема Джеймс Кларк Росс, який згодом став відомим полярним дослідником. У експедиції також брав участь Едвард Себін — майбутній президент Лондонського королівського товариства.
Після цієї експедиції Паррі здобув чин капітана і видав книжку спогадів під заголовком Journal of a Voyage to discover a North-west Passage (1821).
У 1821 і 1824 рр. Паррі здійснив ще дві невдалі спроби відкрити Північно-Західний прохід на кораблях Hecla і Fury. Перша експедиція після двох зимівель в Арктиці змушена була повернути назад від півострова Бутія. Друга завершилась невдачею після аварії Fury на о. Сомерсета. В обох виправах Паррі супроводжував Джеймс Росс, який займався науковими дослідженнями та в 1824 р. керував екіпажем Fury. На основі цих експедицій Паррі опублікував дві книжки мемуарів.
В арктичних експедиціях Паррі сповідував переконання, що мораль і порядок є ключовими чинниками успіху. Його щоденники створюють враження педантичного керівника, який однаково ретельно дбав і про фізичне здоров'я, і про релігійне виховання своїх підлеглих. Паррі дуже ґрунтовно ставився до підготовки експедицій: він запровадив використання консервів в арктичних подорожах, розробив систему профілактики цинги тощо.

## Спроба підкорення Північного полюса
Після експедиції 1824 р. Паррі деякий час служив військовим гідрографом. Паралельно з основною роботою він підготував нову експедицію за планом, запропонованим Джоном Франкліном. Метою було досягнення Північного полюса. На двох кораблях, Enterprise та Endeavour, Паррі та Джеймс Росс 21 червня 1827 р. вирушили на північ з о. Вальден (недалеко від Шпіцбергена). Кораблі будувались так, щоб їх можна було використати як сани для пересування по крижаному покриву. Проте замість цілісної льодової маси море було вкрите дрібними шматками криги, які дрейфували на південь. Рухатись на північ було дуже важко, і експедиція змушена була повернутись додому, досягнувши 82°45´ пн. ш. Цей рекорд протримався до 1876 р.
Подорож описано в книзі Narrative of the Attempt to reach the North Pole (1827).

## Подальша кар'єра та особисте життя
У квітні 1829 р. Паррі здобув лицарський титул. З 1829 по 1834 рр. служив в Австралійській сільськогосподарській компанії в Порт-Стівенсі (Австралія). Згодом обіймав різноманітні адміністративні посади в британських військово-морських силах. У 1852 р. Паррі досяг чину контр-адмірала.
За життя Вільям Паррі двічі одружувався і мав одинадцятьох дітей. Від першого шлюбу в 1826 р. з Ізабеллою Стенлі в нього народилося восьмеро дітей, а від другого (1841 р.) з Кетрін Едвардз Генкінсон — троє. Помер 8 чи 9 липня 1855 р. в м. Емсі (Німеччина).
На його честь названо кратер на Місяці, а також графство в Новому Південному Уельсі (Австралія), місто Паррі-Саунд у штаті Онтаріо (Канада) і оптичне явище «дуга Паррі», вперше зафіксоване ним під час експедиції 1819—1821 рр.